# Catena Schreckhorn-Wetterhorn
La Catena Schreckhorn-Wetterhorn (in tedesco Schreckhorn-Wetterhorn-Kette) è un massiccio montuoso delle Alpi Bernesi, in Svizzera (Canton Berna), che prende il nome dalle due montagne più significative: lo Schreckhorn ed il Wetterhorn.

## Collocazione

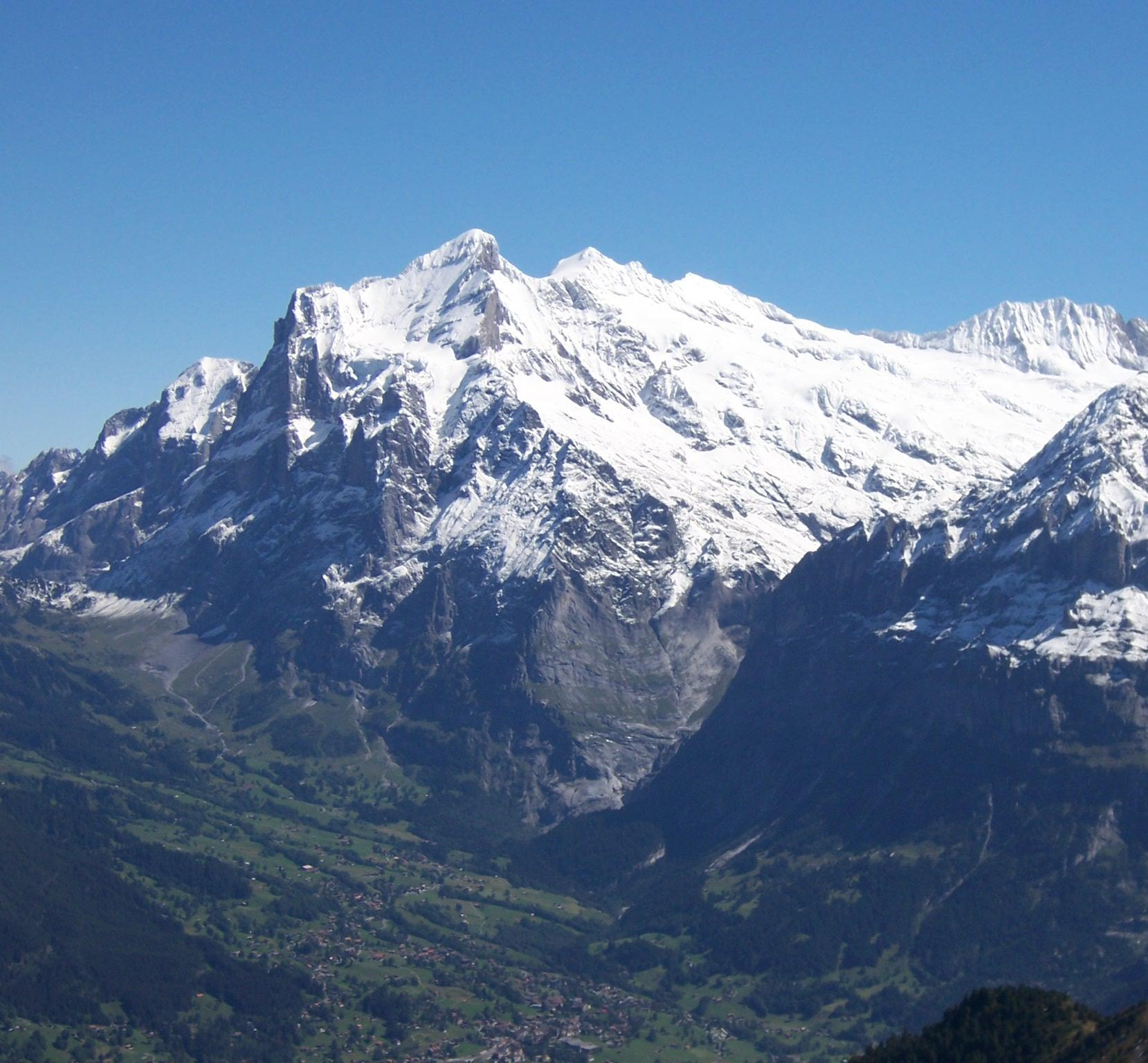
Wetterhorn

Secondo le definizioni della SOIUSA, la Catena Schreckhorn-Wetterhorn ha i seguenti limiti geografici: Finsteraarjoch, Grindelwald, Grosse Scheidegg, Meiringen, fiume Aar, Lago di Grimsel, Ghiacciaio dell'Unteraar, Finsteraarjoch.
Essa raccoglie la parte nord-orientale delle Alpi Bernesi in senso stretto ed insieme alla Catena Finsteraarhorn-Oberaarhorn-Galmihorn ed alla Catena Jungfrau-Fiescherhorn forma il settore detto Alpi Bernesi Orientali.

## Classificazione
La SOIUSA definisce la Catena Schreckhorn-Wetterhorn come un supergruppo alpino e vi attribuisce la seguente classificazione:
- Grande parte = Alpi Occidentali
- Grande settore = Alpi Nord-occidentali
- Sezione = Alpi Bernesi
- Sottosezione = Alpi Bernesi in senso stretto
- Supergruppo = Catena Schreckhorn-Wetterhorn
- Codice = I/B-12.II-C

## Suddivisione
La Catena Schreckhorn-Wetterhorn viene suddivisa in tre gruppi e sei sottogruppi:
- Gruppo dello Schreckhorn (6)
- Gruppo del Wetterhorn (7)
  - Massiccio del Wetterhorn (7.a)
  - Catena del Wellhorn (7.b)
  - Gruppo dell'Hangendgletscherhorn (7.c)
  - Engelhörner (7.d)
- Gruppo Ewigschneehorn-Ritzlihorn (8)
  - Gruppo Ewigschneehorn-Bächlistock (8.a)
  - Gruppo del Ritzlihorn (8.b)

## Montagne
Le montagne principali appartenenti alla Catena Schreckhorn-Wetterhorn sono:
- Schreckhorn - 4.080 m
- Lauteraarhorn - 4.042 m
- Nässihorn - 3.741 m
- Mittelhorn - 3.704 m
- Wetterhorn - 3.692 m
- Rosenhorn - 3.689 m
- Bärglistock - 3.656 m
- Klein Schreckhorn - 3.494 m
- Ewigschneehorn - 3.331 m
- Ewigschneehorn - 3.329 m
- Ritzlihorn - 3.282 m
- Bächlistock - 3.247 m
- Wellhorn - 3.191 m
- Steinlauihorn - 3.162 m
- Mattenberg - 3.104 m
- Grosse Engelhorn - 2.782 m